# Ansietat davant de desconeguts

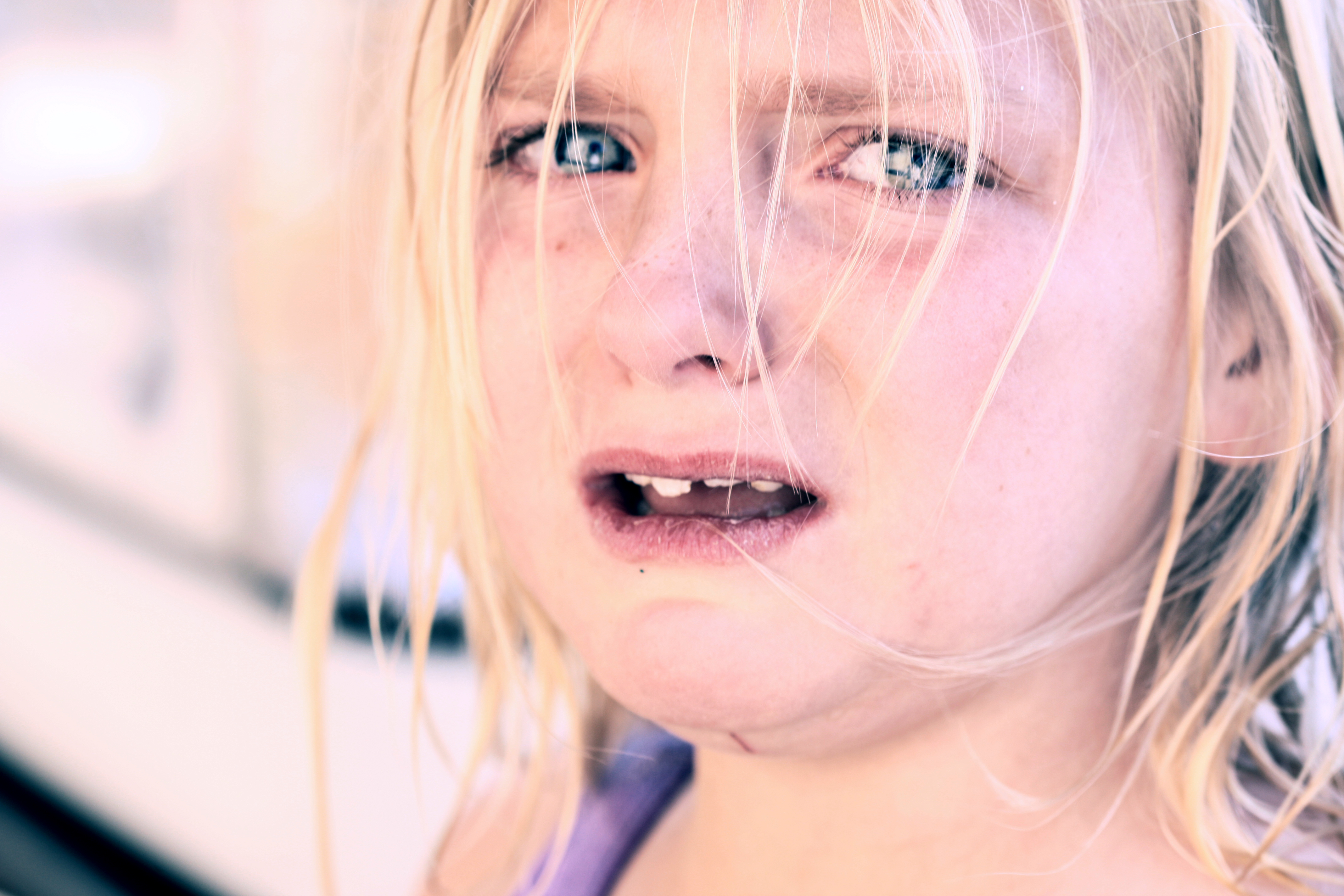
El plor és un signe comú d'ansietat en els nens

L'ansietat davant de desconeguts és una forma de distrès que experimenten els nens quan s'exposen a desconeguts. L'ansietat a desconeguts i la por a desconeguts són dos termes intercanviables. L'ansietat davant de desconeguts és una part típica de les seqüència de desenvolupament que experimenten la majoria dels nens. Pot ocórrer fins i tot si el nen està amb un cuidador o una altra persona de confiança. Assoleix un màxim de sis a 12 mesos, però pot tornar a repetir-se després fins als 24 mesos. Quan el nen es fa gran, l'ansietat davant dels desconeguts pot ser un problema quan comencen a socialitzar-se. Els nens poden dubtar a l'hora de jugar amb nens desconeguts. Els nens d'acollida estan especialment en risc, sobretot si van patir negligència o maltractaments a principis de la seva vida.
L'ansietat que experimenten els nens en conèixer un desconegut es basa en la sensació de por que desenvolupen quan s'introdueix un factor desconegut de la seva vida que provoca la sensació de por. No neixen amb la consciència que conèixer un desconegut per primera vegada els farà tenir por. El nen descobreix aquesta sensació quan s'enfronta per primera vegada a l'estímul, en aquest cas un desconegut. Experimentar por fa que els nens petits sentin que es troben en una posició potencialment amenaçada i, per tant, van cap al seu cuidador per buscar protecció davant d'un desconegut. Aquesta reacció permet als nens desenvolupar instints per guiar-los quan se senten en perill d'extinció i buscar la protecció d'una persona familiar i de confiança per garantir la seva seguretat i supervivència. Els estímuls que provoquen ansietat en un nen davant d'un desconegut estan influenciats per l'edat, el gènere i la distància de l'individu amb el nen. Quan un nen està en companyia d'un nen desconegut, té menys por que si estigués amb un adult desconegut. Això es deu a l'alçada de l'individu. Com més alta és la persona, més espantosa sembla. A més, els nens tenen més por d'un desconegut quan es troben a prop d'ells, mentre que el seu cuidador està més lluny o completament fora de la seva vista. El gènere del desconegut contribueix al nivell d'ansietat que experimenta un nen. Quan està en presència d'un home, el nen se sent més ansiós que davant d'una dona.
L'ansietat que sent un nen quan s'enfronta a un desconegut es basa en diverses pors que li sorgeixen. Alguns d'ells es basen en les accions que el desconegut podria prendre inesperadament. Per exemple, al nen li preocupa que se'ls pugui treure del seu cuidador o fer-li mal. La por al desconegut provoca l'ansietat. Tot i que l'ansietat pot desaparèixer en pocs minuts, també pot durar molt de temps. Quan els nens arriben als dos anys, els seus sentiments d'ansietat en presència de desconeguts gairebé desapareixen. Tanmateix, alguns nens encara poden experimentar aprensió fins als quatre anys. És menys probable que els nens petits experimentin ansietat en presència d'un desconegut si una figura en la qual confien, com els seus cuidadors, realitza interaccions positives amb aquesta persona. Per exemple, fan servir un to de veu tranquil, somriuen i abracen el desconegut. Això permet al nen sentir una certa tranquil·litat en veure que el seu cuidador no mostra cap signe de por davant d'aquest individu.